# تورستن ووستلیش
تورستن ووستلیش (آلمانی: Torsten Wustlich؛ زادهٔ ۲ فوریهٔ ۱۹۷۷) لژسوار اهل آلمان است.